# Khỉ cắn

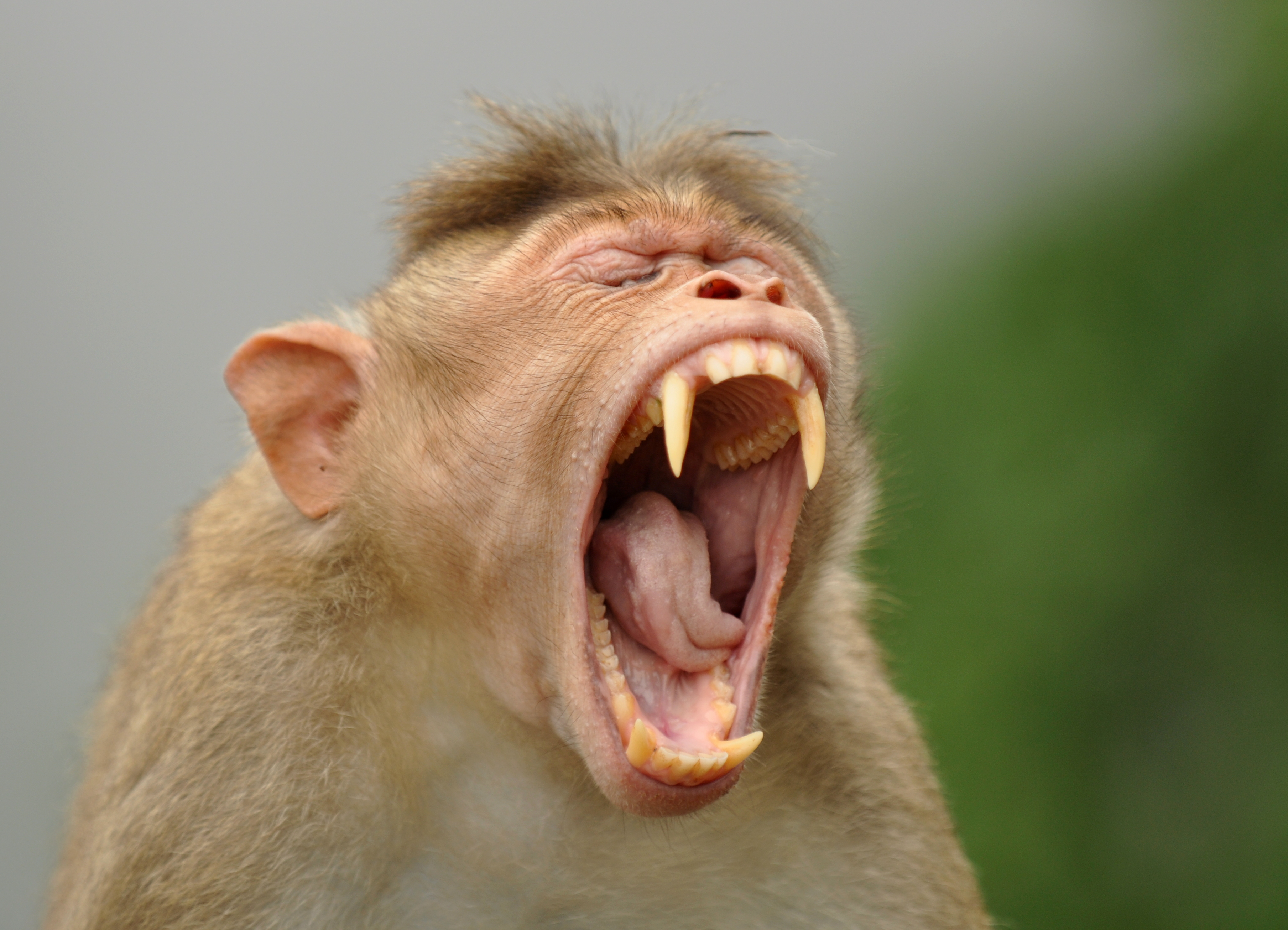
Cặp nanh của một con khỉ

Khỉ cắn là vết cắn của một con khỉ gây thương tích trên người. Ở Ấn Độ, những con khỉ và là loài động vật phổ biến thứ hai về tình trạng cắn người sau những con chó, khỉ cắn chiếm 2–21% số vết thương do động vật cắn. Khỉ cắn là một nguy cơ quan trọng trong số các du khách, khỉ cắn là nguy cơ phổ biến nhất đối với du khách sau các con chó cắn.

## Nguyên nhân

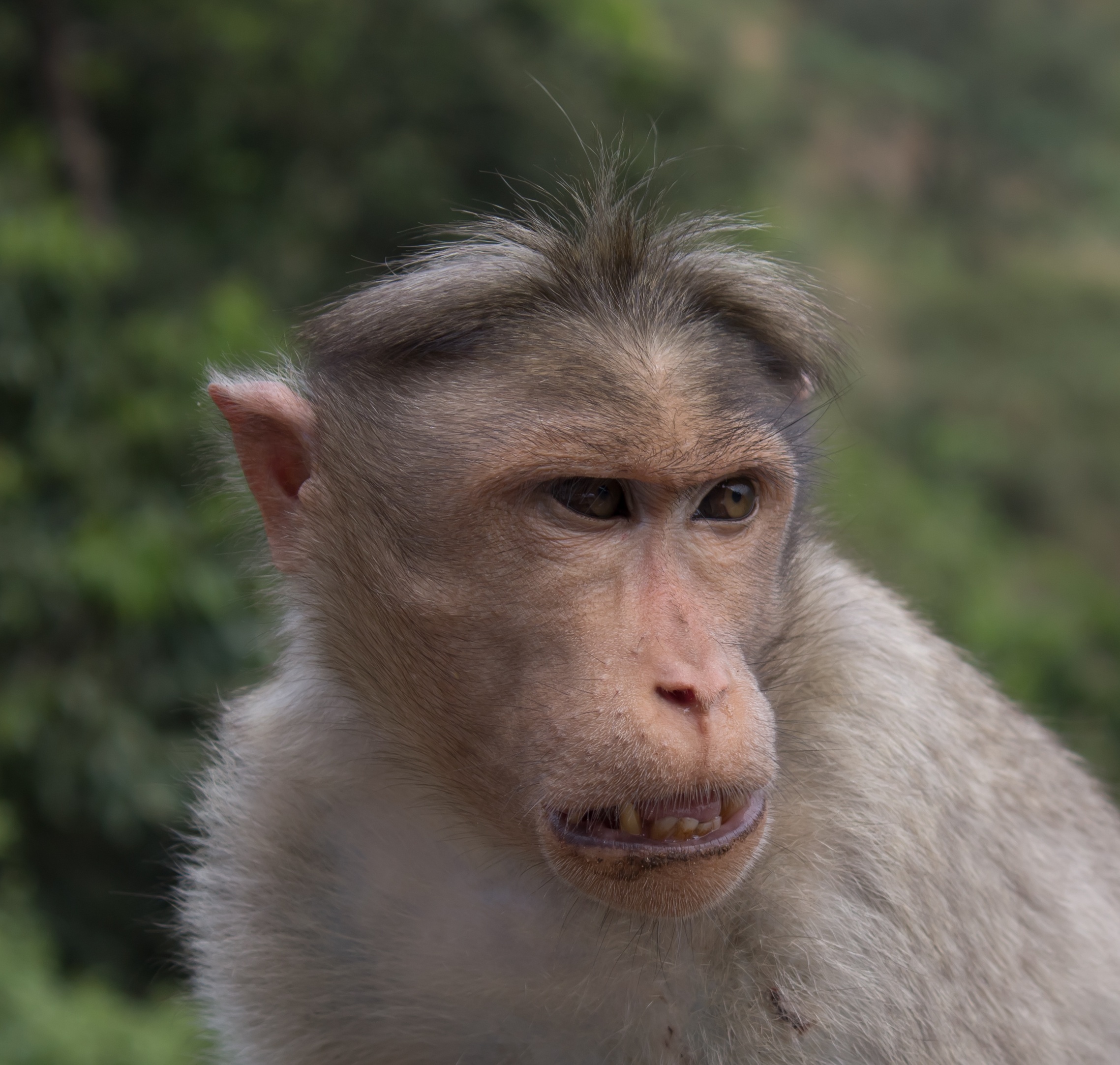
Một số cá thể khi hung dữ có thể gây nguy hiểm cho con người

Ở Ấn Độ, nhiều nơi, số lượng khỉ ngày càng lớn và chúng tỏ ra rất hung hãn. Môi trường tự nhiên không còn đủ khả năng cung cấp thức ăn cho quần thể khỉ đông đảo như hiện nay. Do vậy, chúng kéo đến thành phố để tìm thức ăn, những dự án mở rộng thành phố, làng mạc đã thu hẹp môi trường sống của khỉ, buộc chúng phải tấn công thành phố và cướp phá đồ ăn rồi tấn công con người. Về bản chất, các loài thú hoang dã rất hung dữ, chúng sẵn sàng tấn công con người khi bị kích động hoặc chọc phá.
Có nhiều nguyên nhân khác dẫn tới việc khỉ tấn công người, trong đó có một số người dân đùa nghịch, chọc phá khiến khỉ trở nên hung dữ hoặc khỉ cắn người là do người dân đã tự ý thả khỉ vào rừng khi không có nhu cầu nuôi khỉ tại nhà và những con khỉ này đã quá lớn, rất dạn người, khi được thả, chúng không hòa nhập với đàn khỉ đang ở trong rừng nên đã cắn người Một trong những nguyên nhân khiến bầy khỉ trở nên hung hăng, thường xuyên tấn công người chính là do ý thức của một số người còn rất kém. Họ chọc phá những chú khỉ bằng việc đưa đồ ăn cho chúng rồi rút lại, khiến bọn khỉ khó chịu và trở nên hung dữ hơn.

## Một số vụ việc

### Thế giới
Người dân một bang ở phía bắc Ấn Độ luôn cảm thấy thấp thỏm bởi sự bùng nổ số lượng khỉ. Hàng trăm người bị thương, thậm chí vài người tử vong, vì khỉ cắn. Từ khi chính phủ Ấn Độ ban hành lệnh cấm người dân bắt khỉ Langur để bán cho các cơ sở nghiên cứu y học, số lượng khỉ tăng lên rất nhanh do các địa phương không có biện pháp kiểm soát hiệu quả. Giới bảo tồn ước tính số lượng khỉ lên tới khoảng 400.000 con. Chúng kéo về thành phố Shimla bang Himachal Pradesh, để tìm thức ăn và tấn công cả người dân địa phương. Khỉ gây thương tích cho khoảng 400 người mỗi tháng.
Vụ khỉ hoang nổi loạn, tấn công người ở Indonesia khi một bầy khỉ hoang hung hăng ùa vào một ngôi làng phía đông Indonesia và tấn công người dân khiến 7 người bị thương, trong đó có một người rất nguy kịch. Vụ tấn công xảy ra quá bất ngờ, khoảng 10 con khi đã tràn vào làng Toddang Pulu. Một chàng trai 16 tuổi đã bị những con khỉ dữ tợn cắn nhiều phát trong cuộc tấn công. Tại Trung Quốc có vụ việc một bé trai 8 tháng tuổi bị khỉ cắn đứt bộ phận sinh dục, cậu bé 8 tháng tuổi đã bị khỉ ngoạm vào vùng kín khi người mẹ đang thay bỉm cho con thì một chú khỉ đột ngột nhảy tới chộp lấy phần mông, con vật cào xước vùng dưới cơ thể bé rồi cắn vào dương vật của em, nó đã chạy biến đi trước khi người mẹ kịp phản ứng.

### Việt Nam
Ở đảo khỉ Cần Giờ, du khách vào đây phải thường xuyên đối phó với nạn khỉ tấn công (cắn hoặc giật túi xách, máy ảnh), kể cả những chiếc xe cũng bị khỉ cắn phá Vụ có 2 du khách và 1 dân địa phương tại trằm Trà Lộc, xã Hải Xuân, H.Hải Lăng, Quảng Trị bị khỉ cắn, có 2 trường hợp phải vào bệnh viện do bị khỉ cắn vào chân, chảy nhiều máu và bị cắn vào vùng đầu khi một con khỉ to lao từ trên cây xuống, áp sát. Một con khỉ nhốt trong khu vực nhà trọ ở thị xã Đồng Xoài, tỉnh Bình Phước bị sổng chuồng đã lao vào cắn người, con khỉ này lao tới cắn vào cánh tay một người khác, khi chủ nhà đang chuẩn bị nhốt khỉ vào lồng thì nó giật tung dây xích gây ra hậu quả và còn có vụ bé gái suýt mù vì bị khỉ cắn khi đang chơi ở sân thì bị chú khỉ nuôi trong nhà bứt xích lao đến vồ cắn, tai nạn khiến bé 4 tuổi nhập viện với gương mặt đầy máu.
Năm 2017, tại Tây Ninh, một đàn khỉ trong khu rừng tự nhiên đã cắn người gây thương tích nghiêm trọng, trường hợp thứ 6 bị khỉ cắn tại khu vực rừng tự nhiên của Toà thánh tỉnh Tây Ninh, có khỉ từ trên cây nhào xuống cắn luôn vào chân một em bé và khâu 2 vết thương bên phần chân trái, gần bộ phận sinh dục, đàn khỉ trong rừng tự nhiên của nội ô Toà thánh Tây Ninh trở nên hung dữ khác thường, trong tháng 7, một số con đã cắn tới 5 người ở bắp tay, chân, đầu, không chỉ học sinh, trẻ nhỏ, du khách tới thăm Toà thánh, mà cả người dân sinh sống kề bên Toà thánh cũng bị mấy ổng quậy phá, cắn xé tứ tung, trong đàn khỉ, có số con rất hung dữ, nhưng cũng có số con hiền lành. Đàn khỉ trong rừng tự nhiên nội ô Tòa thánh Cao Đài gần đây có trên 100 con và trở nên hung dữ hơn. Cơ quan chức năng xác nhận có 13 trường hợp bị khỉ cắn, gây thương tích.
Ở Việt Nam còn có vụ việc thương tâm khi một bé gái 14 tháng tuổi ở Sài Gòn bị khỉ cắn chấn thương sọ não. Con khỉ nhà hàng xóm xổng chuồng lao tới cào vào mặt, cắn vào đầu bé gái 14 tháng tuổi. Nạn nhân nhập viện trong tình trạng toàn bộ vùng tóc và da đầu bị lột hết ra, máu chảy nhiều. Vụ việc xảy ra khi đang ngồi chơi trước sân nhà bị khỉ nhà hàng xóm xổng chuồng, chạy đến tấn công. Con vật cào vào mặt và cắn ngay đỉnh đầu của bé tạo thành một vết thương khá sâu rộng, chảy nhiều máu ở vùng đầu và mặt và được chẩn đoán là bị chấn thương sọ não do lún xương sọ vùng đỉnh, chẩm phải. Trong quá trình mổ, các bác sĩ phát hiện bệnh nhi có vết cắn dài khoảng 6 cm, cắt xung quanh phần xương lún, vết thương sâu, chảy máu từ màng xương, bé còn bị ám ảnh nhiều nên khi thấy ai nhìn vào đầu mình là bé lại nhăn mặt, khóc thét và tỏ rõ sự sợ hãi.

## Nguy cơ

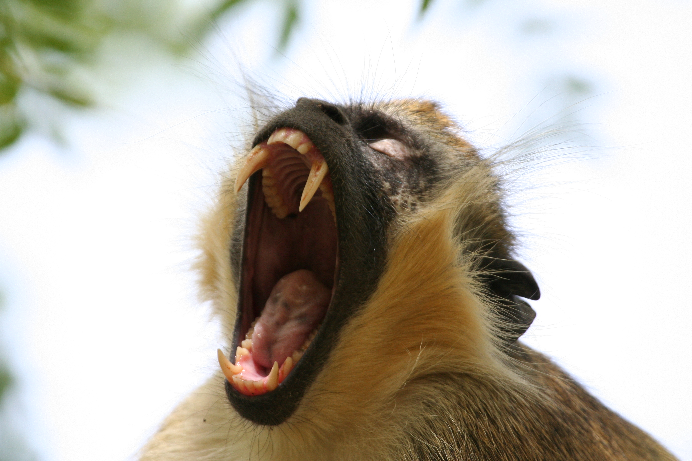
Khỉ cắn có thể gây bệnh dại

Khi bị con khỉ cắn, nó hoàn toàn có thể có nguy cơ bị dại và truyền bệnh cho người, chẳng hạn như loài khỉ mặt đỏ rất nguy hiểm, nếu bị kích động sẽ lao vào cắn người, nhất là những con bị nuôi nhốt lâu ngày và Loài này thường hay mắc viêm gan A, B và lao phổi, thậm chí là HIV. Nhiễm trùng nghiêm trọng có thể xảy ra sau khi bị khỉ cắn cắn. Virut herpes B là virus đặc hữu ở một số loài khỉ châu Á, loại nhiễm trùng này lần đầu tiên được xác định bởi một điều tra viên bị cắn bởi một con khỉ được cho là khỏe mạnh. Người đó đã đã chết ngay sau đó do bị viêm não gây ra.
Các bệnh nhiễm trùng do virus mắc phải sau này đã xảy ra với tỷ lệ tử vong cao tới 80%. Hiện nay, sự lây lan của virus qua một con khỉ cắn hầu như luôn luôn là kết quả của một phơi nhiễm nghề nghiệp của các công nhân nghiên cứu y sinh. Phòng ngừa hiện tượng bị khỉ cắn được thực hiện thông qua các cảnh báo về giáo dục và du lịch. Phòng ngừa cũng bao gồm việc giám sát sự hiện diện của bệnh dại trong quần thể khỉ. Nhiều nghiên cứu đã đánh giá thấp mức độ nguy hiểm khi bị khỉ cắn. Từ năm 1960 đến năm 2013, 159 ca nhiễm bệnh dại ở người đã được ghi nhận là kết quả của việc bị cắn. Những con số này được thu thập từ các hồ sơ về chấn thương của du khách và tỷ lệ mắc bệnh của những người dân trong khu vực được cho là cao hơn nhiều.
Từng có nạn nhân phải ngồi xe lăn hơn 10 năm và đã mất tất cả chỉ vì bị một con khỉ nhiễm vi khuẩn Lyme cắnn khi đi du lịch. Sau khi bị cắn, chân của nạn nhân xuất hiện các nốt phát ban khi gặp bác sĩ chỉ kê cho một lượng thuốc kháng sinh dùng trong 3 ngày mà không đề cập đến căn bệnh này. Nạn nhân trở về nhà, và các nốt phát ban nhạt dần. Nhưng một năm sau, bắt đầu gặp những triệu chứng như liên tục bị ngất xỉu tại nơi làm việc và trí nhớ bị giảm sút. Tình trạng nhức đầu cũng ngày càng trở nên phổ biến, và cơ thể luôn trong tình trạng mệt mỏi. Sau khi bị đột quỵ, nạn nhân đã được chẩn đoán không phát hiện và điều trị kịp thời khiến bệnh đã đến giai đoạn cuối, nên việc điều trị rất khó khăn.

## Sơ cứu
Việc xử trí khi bị khỉ cắn cũng tương tự như khi bị chó cắn. Quy trình điều trị và sơ cứu bao gồm:
- Làm sạch vết thương và chăm sóc sức khỏe cho nạn nhân
- Tiêm kháng sinh dự phòng để tránh nhiễm trùng
- Điều trị bệnh dại sau khi bị cắn, khi bị khỉ cắn phải đi chích ngừa dại càng sớm càng tốt, nếu để quá bảy ngày thì việc chích ngừa không còn tác dụng.
- Điều trị uốn ván sau khi bị cắn

Nếu con khỉ nhà nuôi cắn người một cách vô cớ, không phải do bị trêu chọc, kích động và con khỉ tự nhiên trở nên điên cuồng, hung dữ đột ngột, thì nên đi tiêm phòng dại. Sau 10 ngày nếu con vật còn sống thì ngừng tiêm, nếu con vật chết khi đó tiếp tục tiêm phòng các liều tiếp theo. Nếu con khỉ cắn do em trêu chọc, thì cần theo dõi tiếp trong vòng 10 ngày, nếu sau 10 ngày mà con vật không chết thì có thể không cần phải tiêm phòng. 

## Phòng tránh

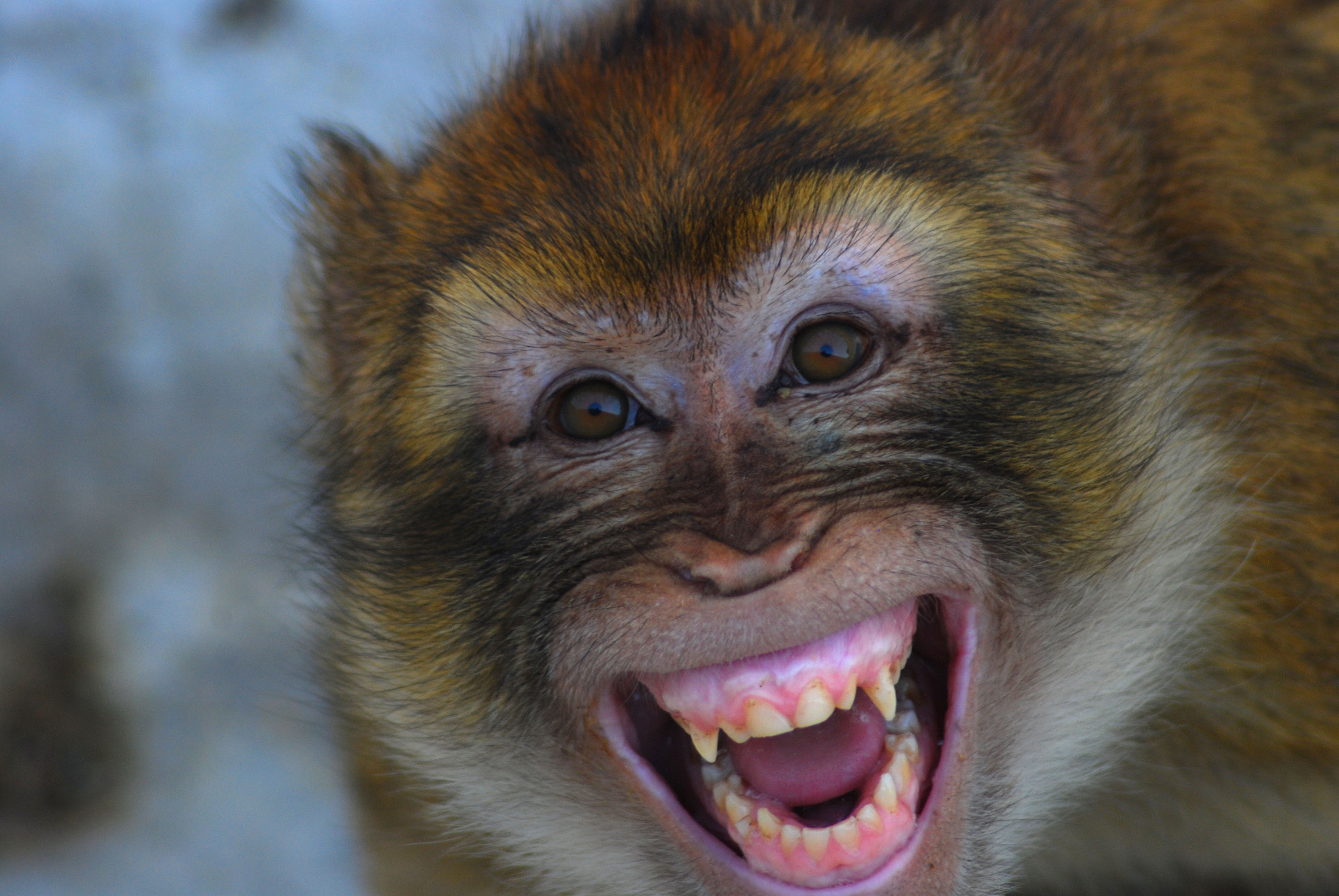
Nên tránh nuôi khỉ trong nhà

Để đề phòng, cần tránh xa khỏi khỉ dữ, không lại gần đưa thức ăn cho chúng. Không đùa nghịch với khỉ. Nếu bị khỉ cần, cần đến trung tâm y tế khám. Trẻ nhỏ chưa có khả năng tự vệ, nếu bị thú tấn công hậu quả sẽ rất nghiêm trọng, để tránh tai nạn, những gia đình có nuôi khỉ, cần nhốt, xích cẩn thận, không để trẻ tiếp cận, chơi đùa với vật nuôi nhất là khi trẻ con lại tuổi đang lớn nên tò mò nên có thể gây nguy hiểm cho trẻ bất cứ lúc nào, không nên nuôi khỉ tại nhà vì với bản chất hoang dã, khỉ có thể tấn công người chứ không chỉ riêng trẻ em.